# Fünfseen
Fünfseen település Németországban, Mecklenburg-Elő-Pomeránia tartományban. Lakosainak száma 1069 fő (2023. december 31.).

## Népesség
A település népességének változása:
| Lakosok száma | 1053 | 1068 | 1084 | 1074 | 1069 |
|               | 2017 | 2019 | 2021 | 2022 | 2023 |